# Ulster (New York)
Pour les articles homonymes, voir Ulster (homonymie).
Ulster est une ville du comté d'Ulster, dans l'État de New York, aux États-Unis,. En 2010, elle compte une population de 12 327 habitants.

## Démographie
Lors du recensement de 2010, la ville comptait une population de 12 327 habitants, tandis qu'en 2016, elle est estimée à 12 593 habitants.